# Đulići (miasto Zvornik)
Đulići (cyr. Ђулићи) – wieś w Bośni i Hercegowinie, w Republice Serbskiej, w mieście Zvornik. W 2013 roku liczyła 697 mieszkańców.